# 西九州新幹線
西九州新幹線（日语：／ Nishi-Kyūshū Shinkansen */?），又被稱為長崎新幹線，是一條預計連結博多站至長崎站，屬於九州旅客鐵道（JR九州）的高速鐵路線（新幹線）。
营业里程69.6公里，实际距离66公里，是日本最短的新干线（不含迴送路線）。

## 概要
西九州新幹線原稱九州新幹線西九州線（長崎線），亦被俗稱為長崎新幹線。這條線計畫會連結位於九州北部的福岡市（博多車站）與位於九州西部的長崎市（長崎車站）兩大都會區，途中會經過位於九州中部的另一都會區佐賀市（佐賀車站），當中武雄溫泉－諫早段和諫早－長崎段已經分別在2008年和2012年開始建設，並已在2022年9月23日通車，而博多至新鳥栖會經過現有的九州新幹線。然而，新鳥栖至武雄溫泉一段因佐賀縣不願增加建設經費負擔，仍未決定好建造方法，當中包括標準新幹線（長崎縣方面支持此方案）、迷你新幹線（單軌和雙軌，佐賀縣可接受此方案）和軌距可變列車（已放棄），而因此讓西九州新幹線成為目前唯一與其他新幹線路網不相連的新幹線路線。此段目前由在來線列車擔任接力特急。

## 名稱・稱呼
下表顯示了維護計劃中的路線名稱與乘客訊息中實際使用的路線名稱之間的關係。
| 區間                  | 整備計畫名稱            | 中文路線線名 | 日文路線線名 | 其他                 |
| --------------------- | ----------------------- | ------------ | ------------ | -------------------- |
| 博多站 - 新鳥栖站     | 九州新幹線 (西九州路線) | 九州新幹線   |              | 與鹿兒島路線共線     |
| 新鳥栖站 - 武雄溫泉站 | 九州新幹線 (西九州路線) | [ 注 1 ]     |              | 新幹線建設未批准區間 |
| 武雄溫泉站 - 長崎站   | 九州新幹線 (西九州路線) | 西九州新幹線 |              |                      |

## 歷史
- 1967年7月：日本國鐵發表全國新幹線網絡構想。
- 1969年5月：決定新全國總合開發計劃。
- 1970年5月：成立全國新幹線鐵道整備法。
- 1972年7月：決定基本計劃（福岡市 - 長崎市之間）。
- 1973年11月：決定整備計劃。
- 1982年9月：因應國鐵擴大中的財政赤字內閣會議決定凍結建設。
- 1987年
  - 1月：內閣會議解除凍結建設決定。
  - 4月1日：國鐵分割民營化。
- 1989年1月：訂定舊財源計劃。
- 1996年12月：訂定新財源計劃。
- 1997年5月：修訂國家新幹線鐵路改善法（財政資源計劃通過審查）。
- 1998年1月21日：政府/執政黨宣布整備新幹線審查委員會的審查結果，並確認九州新幹線（博多至長崎）將會以標準新幹線的形式建造。武雄溫泉至新大村站（暫定名稱）亦公佈了每個站之間的路線，並開展環境影響評價，也開始長崎站的調查。
- 1999年9月：聯合政府執政黨提出了建設審查。由於鹿兒島路線的分支站將會改至新鳥栖站興建，而武雄溫泉至新大村站建造時間較早，以15年後作為施工開始的目標，包括對使用無軌列車的研究。
- 2003年12月：政府/執政黨關於處理整備新幹線的協議。
- 2005年9月：名稱從九州新幹線長崎線的改為九州新幹線西九州線（長崎線）。
- 2006年
  - 7月17日：九州新幹線西九州線地域聯絡委員會成立。
  - 7月19日：新幹線利用地區開發財團成立。
- 2007年
  - 1月23日：九州新幹線利用情況佐賀縣議會成立。
  - 12月14日：政府和執政黨發展新幹線審查委員會。
  - 12月21日：2008年預算財政部發出初稿。建造長崎線大約為數10億日元。
- 2008年
  - 3月5日：政府和執政黨確認標準新幹線委員會九州新幹線長崎（西九州）路線的施工條件到位 。
  - 3月19日：鐵路建設，運輸和技術機制部批准了九州新幹線長崎（西九州）線武雄溫泉至諫早之間開始建設（第1部分）。
  - 4月28日：九州新幹線長崎（西九州）線武雄溫泉至諫早開始動工，在佐賀縣嬉野市舉行動工儀式。完結後，諫早市也開始舉行動工儀式。
- 2010年
  - 4月1日：JR九州新幹線部門啟動。
  - 8月：舉行標準新幹線問題的審議，繼續詳細考慮實踐肥前山口至武雄溫泉之間的處理和軌距可變的單軌列車或無軌列車。
  - 12月：召開了標準新幹線問題討論會，並決定進一步研究8月份討論會上決定的每條線路的問題。
- 2012年
  - 6月29日：基礎設施和交通運輸鐵路建設，運輸和技術機制部批准了長崎的建設方案（第1部分），長崎線（西九州）將以部由全標準新幹線模式運行，並將會在2022年年中通車。
  - 8月18日：長崎（西九州）線諫早至長崎開始動工。動工儀式在長崎市舉行。
- 2013年4月1日：九州新幹線長崎線建設局辦事處開放（同月12日開幕儀式）。
- 2014年
  - 4月20日，在熊本市的JR九州熊本總合車輛所，公開並開始行走試驗第三代的軌距可變列車試驗車（FGT-9001、FGT-9002、FGT-9003、FGT-9004，四輛編組），原定在2022年九州新幹線長崎線通車時使用。
  - 8月1日：武雄溫泉至嬉野溫泉（暫定名稱）中間的大草野隧道（全長535米）·宇土手隧道（全長80米）和橋樑舉行動工儀式。
  - 12月24日：用於推力軸承叔測試的軌距可變列車，滑動軸承和軸的接觸部分被確認出現微細磨痕，並暫停所述車輛的三模式耐久運行試驗 。
- 2017年
  - 5月19日：土地、基礎設施、交通運輸鐵路建設、運輸和技術機構部批准長崎（西九州）線武雄溫泉至長崎的建設方案（第2部分）。建設費變更為約5009億日元。
  - 7月25日，JR九州放棄在長崎新幹線上使用可變軌距列車[4]。
- 2018年7月19日：執政黨審查委員會宣佈，正式廢棄引入可變軌距列車的方案[5]。
- 2019年
  - 4月19日：佐賀縣知事表示反對以標準新幹線形式興建武雄溫泉至新鳥栖區段，更表示「短時間內不可能解決規格問題」，以求減輕縣政府財政負擔。
  - 6月22日：佐賀縣議員舉行集會，要求盡快以標準新幹線形式興建武雄溫泉至新鳥栖區段，藉此振興該縣經濟。
  - 6月，全線土木工程進度為84%。而在2019年4月-6月間，訊號系統、接觸網及相關供電設施工程亦陸續開標，預計2022年3月完成。
  - 7月9日：位於諫早市內的久山隧道貫通。
  - 9月，全線土木工程進度達90%，僅餘六條隧道未貫通。
- 2020年
  - 9月尾，除車站外全線土木工程均已完成[6]。
  - 10月28日：宣布使用N700S系列車，且列車將繼承目前為特急的鷗號名稱。[7]
- 2021年
  - 4月28日：路線決定稱為西九州新幹線。[1]
  - 12月23日：公佈列車樣子。
- 2022年
  - 1月6日：首列西九州新幹線專用的N700S列車以駁船從山口縣的工廠啟運，同月8日抵達長崎縣川棚町的港口，再以陸運運到大村車輛基地[8]。
  - 9月23日：西九州新幹線武雄溫泉至長崎之間開業[9]。

## 路線資料
- 營業主體：九州旅客鐵道（JR九州）
- 建設主體：獨立行政法人鐵道建設·運輸設施整備支援機構
- 實際距離：武雄溫泉站－長崎站間 66.0公里
- 軌距：1,435毫米（標準軌）
- 站數：5個（包括起終點站）
  - 當中有新幹線單獨站1個（嬉野溫泉站）
- 複線路段：全線複線
- 電氣化路段：全線（交流電25,000 V、60 Hz，高架電車線）
- 最高速度：260公里/小時
- 保安裝置：ATC、車內信號式
  - KS-ATC：（武雄溫泉-長崎）
- 道床：（待補充）
- 高架電車線吊架方式
  - （待補充）
- 車輛基地：大村車輛基地（日语：熊本総合車両所大村車両管理室）（新大村）
- 運轉指令所（日语：運転指令所）：博多總合指令中心（新幹線總合指令室）
- 列車運行管理系統（日语：列車運行管理システム）：九州新幹線指令系統（日语：九州新幹線指令システム）（SIRIUS）

## 車站列表

### 已通車路段
- 武雄溫泉至長崎於2022年（令和4年）9月23日通車。
- 接續路線只記載該站接續路線（正式路線名）。運行系統參見各站條目。

| 武雄温泉                                       |  |  | 0.0  | 0.0  | 全 | 九州旅客鐵道：佐世保線                                                                                | 佐賀縣 | 武雄市 |
| 嬉野温泉                                       |  |  | 10.9 | 10.9 |    | | 佐賀縣 | 嬉野市 |
| 新大村                                         |  |  | 32.2 | 32.2 |    | 九州旅客鐵道：大村線                                                                                  | 長崎縣 | 大村市 |
| 諫早                                           |  |  | 44.8 | 44.8 | 全 | 九州旅客鐵道：長崎本線、大村線 島原鐵道：島原鐵道線                                                   | 長崎縣 | 諫早市 |
| 長崎                                           |  |  | 69.6 | 66.0 | 全 | 九州旅客鐵道：長崎本線 長崎電氣軌道（長崎站前車站）：本線（■1號系統、□2號系統）・櫻町支線（■3號系統） | 長崎縣 | 長崎市 |
| - 停車站…全：所有列車均會停車（2022年9月改點） |  |  |      |      |    | |        |        |

### 計畫中路段
新鳥栖至武雄溫泉一段仍未決定好建造方法和走線。2018年3月30日，土地、基礎設施和運輸部召開會議，以成本、投資效果、借貸盈利等方面討論，得到以下3個方案的比較結果：
| 建造方法                  | 建造方法                  | 標準時間    | 軌距可變列車 (FGT)           | 迷你新幹線                   | 迷你新幹線                   | 新幹線規格（完全規格）               |
| 建造方法                  | 建造方法                  | 標準時間    | 軌距可變列車 (FGT)           | 單線並列                     | 複線三線軌                   | 新幹線規格（完全規格）               |
| ------------------------- | ------------------------- | ----------- | ---------------------------- | ---------------------------- | ---------------------------- | ------------------------------------ |
| 設置車站                  | 設置車站                  | -           | 新鳥栖、佐賀、江北、武雄温泉 | 新鳥栖、佐賀、江北、武雄温泉 | 新鳥栖、佐賀、江北、武雄温泉 | 新鳥栖、佐賀市附近（佐賀）、武雄温泉 |
| 路線延長                  | 路線延長                  | -           | 約50km                       | 約50km                       | 約50km                       | 約51km                               |
| 追加費用                  | 追加費用                  | -           | -                            | 約500億日圓                  | 約1,400億日圓                | 約5,300億日圓                        |
| 預定開業年份 （建造時間） | 預定開業年份 （建造時間） | -           | 2027年 （約9年）             | 2032 （約10年）              | 2036年 （約14年）            | 2034年 （約12年）                    |
| 需要時間 （縮短時間）     | 博多至長崎                | 約1小時22分 | 約1小時20分 （↘約2分）       | 約1小時20分 （↘約2分）       | 約1小時14分 （↘約8分）       | 約51分 （↘約31分）                   |
| 需要時間 （縮短時間）     | 新大阪至長崎              | 約4小時     | 約3小時53分 （↘約7分）       | 約3小時44分 （↘約16分）      | 約3小時38分 （↘約22分）      | 約3小時5分 （↘約45分）               |
| 需要時間 （縮短時間）     | 博多至佐賀                | 約35分      | 約33分 （↘約2分）            | 約33分 （↘約2分）            | 約30分 （↘約5分）            | 約20分 （↘約15分）                   |
| 需要時間 （縮短時間）     | 新大阪至佐賀              | 約3小時13分 | 約3小時6分 （↘約7分）        | 約2小時57分 （↘約16分）      | 約2小時54分 （↘約19分）      | 約2小時44分 （↘約29分）              |
| 投資效果 (B/C)            | 投資效果 (B/C)            | -           | -                            | 3.1                          | 2.6                          | 3.3                                  |
| 收支改善效果（年平均）    | 收支改善效果（年平均）    | -           | △約20億日圓                  | 約9億日圓                    | 約2億日圓                    | 約88億日圓                           |

1. ↑  由於未來會有不同的審查和調整，成本、施工期等可能會發生變化。

2018年7月19日，執政黨審查委員會宣佈正式廢棄引入可變軌距列車的方案。

### 各站構造
| 配線分類 | 2月台4線 | 2月台3線 | 2月台2線                          |
| 站內圖   |          |          |                                   |
| 車站     | 新鳥栖   |          | 武雄溫泉、嬉野溫泉、 新大村、諫早 |

| 配線分類 | 3月台6線 | 2月台4線 |
| 站內圖   |          |          |
| 車站     | 博多     | 長崎     |

## 使用車輛
N700S系

## 營運模式

### 列車車種
「海鷗」（かもめ，Kamome）■

### 時刻表與停靠站

#### 2022年9月23日起
| 列車名稱 | 武雄溫泉 | 嬉野溫泉 | 新大村 | 諫早 | 長崎 | 備註               |
| -------- | -------- | -------- | ------ | ---- | ---- | ------------------ |
| 海鷗號   | ●        | ●        | ●      | ●    | ●    | 上行13班、下行12班 |
| 海鷗號   |          |          | ●      | ●    | ●    | 上行1班、下行2班   |
| 海鷗號   | ●        | ↔        | ●      | ●    | ●    | 上行7班、下行5班   |
| 海鷗號   | ●        | ↔        | ↔      | ●    | ●    | 上行2班、下行5班   |

## 關連項目
- 日本鐵路線列表
- 日本鐵路車站列表
- 新幹線
- 九州旅客鐵道
- 九州新幹線 (整備新幹線)
- 九州新幹線

### 文獻來源
1. 1 2  . 鉄道新聞.   [2021-04-28]. （原始内容存档于2021-04-30） （日语）.
2. ↑  久野洋. . 毎日新聞. 2022-08-02  [2023-10-29]. （原始内容存档于2023-10-08） （日语）.
3. ↑  町田有平. . RKBオンライン. 2023-09-22  [2023-10-29]. （原始内容存档于2023-12-09） （日语）.
4. ↑  "長崎新幹線、フリーゲージトレイン断念　ＪＲ九州が表明 （页面存档备份，存于）朝日新聞"(2017年7月25日)
5. ↑  . 乗りものニュース.   [2018-07-22]. （原始内容存档于2018-07-22）.
6. ↑   (PDF).   [2020-10-28]. （原始内容 (PDF)存档于2022-07-08）.
7. ↑   (PDF). 九州旅客鐵道. 2020-10-28. （原始内容存档 (PDF)于2020-11-01） （日语）.
8. ↑  日本テレビ放送網株式会社. . 日テレNEWS24.   [2022-01-09]. （原始内容存档于2022-01-09） （日语）.
9. ↑  . 日本放送協會. 2022-02-17  [2022-02-19]. （原始内容存档于2022-04-08）.

### 註解
1. ↑  目前還沒有決定是否將其建造為新幹線。預定使用傳統長崎本線開通。

## 外部連結
- （日語）九州！直結！新幹線（页面存档备份，存于）
- （日語）九州新幹線「燕」號（屬JR九州官方網站一部份）
- （日語）九州新幹線西九州線（長崎線）網頁（页面存档备份，存于）（長崎縣官方網站）